# Telmatobufo ignotus
A Telmatobufo ignotus a kétéltűek (Amphibia) osztályába, a békák (Anura) rendjébe és a Calyptocephalellidae családjába tartozó faj. 

## Előfordulása
A faj Chile endemikus faja, Cauquenes tartományban, az ország parti hegyláncának (Cordillera de la Costa) nyugati lejtőin honos.